# Исмаилия (мухафаза)
Исмаили́я (Эль-Исмаили́я) (араб. الإسماعيلية‎) — мухафаза в Арабской Республике Египет. Административный центр — город Исмаилия. Расположена на северо-востоке страны, в восточной части дельты Нила, к востоку от мухафазы Шаркия, к западу от мухафазы Северный Синай и к северу от мухафазы Суэц.

## Площадь
Площадь мухафазы составляет 5068 км². С 1979 года к территории мухафазы относится часть Синайского полуострова на глубину 30 км к востоку от Суэцкого канала, длина побережья около 80 км.

## Административное деление
Мухафаза состоит из 5 административных центров (районов), 7 городов, 25 отдельных сельских местных общин. Важнейшие центры и города мухафазы:
- Исмаилия
- Эт-Тель-эль-Кабир
- Фаид
- Эль-Кантара-Шарк
- Эль-Кантара-Гарб, а также два новых города:
- Абу-Сувейр
- Эль-Касасин